# Tchistié Proudy (oblast de Kaliningrad)
Tchistié Proudy, jusqu'en 1938 Tollmingkehmen (en russe : Чи́стые Пруды́ ; en allemand : Tollmingkehmen, 1938–1945 : Tollmingen ; en lituanien : Tolminkiemis ; en polonais : Tollmingkehmen, en vieux prussien : Tolmingkaims) est un village de Prusse qui comptait 562 habitants en 2010. Ce petit village agricole, fondé au XVIe siècle, passa dans la main des différents États allemands de Prusse puis de Prusse-Orientale. En 1945, le village est annexé à la Russie au sein de l'oblast de Kaliningrad. Ainsi après la Seconde Guerre mondiale, elle est repeuplée de russes tandis que les allemands sont expulsés.
Située dans le sud-est de l'oblast, le village se situe à la lisière nord de la forêt de Romincka (en), grande forêt partagée entre la Russie et la Pologne. Bien qu'ayant une population faible, elle est en augmentation, certes faible, et possède divers services dans ce coin de campagne reculé. Possédant la seule église de l'oblast reconstruit pendant la période soviétique, ce bâtiment eu comme pasteur Kristijonas Donelaitis, pasteur luthérien et poète lituanien.

## Géographie

### Situation
Tchistié Proudy se trouve dans la région historique de Prusse, dans le nord-est de l'Europe centrale, plus précisément en Prusse-Orientale. Elle se trouve désormais dans l'oblast de Kaliningrad, exclave de la Russie et sujet le plus occidental du pays. L'oblast se trouve dans le district fédéral du Nord-Ouest, avec comme centre administratif Saint-Pétersbourg, qui se trouve à 772 km au nord-est. La capitale de l'oblast Kaliningrad, anciennement Königsberg, est à 126 km à l'ouest-nord-ouest, tandis que la capitale Moscou est à 975 km à l'est-nord-est.
La localité est l'une des cinquante-quatre localités du raïon de Nesterov, du coin sud-est de l'oblast. Le centre administratif, Nesterov, n'est qu'à une vingtaine de kilomètres à vol d'oiseau au nord-est.
Le village se situe à la frontière nord de la forêt de Romincka, forêt frontalière à cheval sur la Russie et la Pologne (voïvodie de Varmie-Mazurie). Le village est traversé par la Rousskaïa (ru), ruisseau affluent de la Pissa, elle-même affluent de l'Angrapa, cette dernière rivière étant un affluent de rive gauche de la Pregolia (en russe : Преголя ; en lituanien : Preglius ; en allemand : le Pregel).

### Localités limitrophes
Les localités limitrophes de Tchistié Proudy sont Doubovaïa Rochtcha (en allemand : Ballupönen, Ksp. Tollmingkehmen, Kreis Goldap, 1938–1945 : Wittigshöfen) au nord, Vertiak (en allemand : Kublischken , 1938–1945 : Steingrabenhof) au nord-est, Karpinskoïe (en allemand : Oszeningken/Oscheningken, Kreis Goldap , 1938–1945 Pfalzrode) au sud-est, Mitchourinskoïe (en allemand : Schackeln ) au sud-ouest et Dokoutchaïevo (en allemand : Samonienen, 1938–1945 : Reiterhof) à l'ouest.
|                            | Doubovaïa Rochtcha (Ballupönen) | Vetriak (Kublischken)     |
| Dokoutchaïevo (Samonienen) | Tchistié Proudy                 |                           |
| Mitchourinskoïe (Schaklen) |                                 | Karpinskoïe (Oszeningken) |

## Histoire

### Tollmingkehmen
Selon la version la plus courante, le village aurait été fondé par un homme nommé Tolmein ou Talmin, donnant ainsi le nom de Tollmingkehmen, « kehmen » signifiant village en lituanien. Il est mentionné pour la première fois au XIVe sièclec, mais c'est considéré que ce soit en 1539 soit la date de fondation du village, village devenu une paroisse en 1589. À cette époque, cette région en Prusse faisait partie du duché de Prusse depuis 1525, duché devenant en 1701 le royaume de Prusse.
Pendant l'épidémie de peste qui toucha la Prusse, le village souffrit entre 1708 et 1710, avec par ailleurs de très mauvaises récoltes liées au manque de mains. La chute de population fut compensée par des immigrants de Lituanie voisine, ainsi que vers les années 1730 d'immigrants de Nassau (duché de Nassau) et de Salzbourg (principauté archiépiscopale de Salzbourg).
En 1731, un domaine fut créé à Tollmingkehmen en tant que domaine seigneurial, qui comprenait 50 hectares de champs, 16 hectares de prairies ainsi qu'une partie de la forêt de Romincka (en), pour une superficie totale de près de 800 hectares. Ce même domaine fut mis aux enchères en 1812, et fut acquis par un certain Johan II Kaeswurm, noble possédant alors déjà des propriétés à Walterkehmen et à Sodehnen.
Entre 1787 et 1944, un lieu d'accouplement pour le haras d'État de Georgenburg se trouvait sur ce domaine. Jusqu'à la Première Guerre mondiale, il y avait un élevage porcin sur ce domaine, et un élevage bovin persista jusqu'à la Seconde Guerre mondiale.
En 1818, dans le royaume de Prusse, le village fut inclus à l'arrondissement de Stallupönen, mais en 1841, il fut transféré à l'arrondissement de Goldap, auquel il restera jusqu'en 1945.
Vers 1820, le besoin d'une école se faisait ressentir, plus de 120 enfants manquaient d'éducation dans le village et ceux alentour. Ce n'est qu'en 1853 qu'un bâtiment scolaire fut construit, grâce à la volonté des habitants envers l'administration, bâtiment qui existe toujours.
À partir de 1901, le village fut relié au réseau ferroviaire avec une gare sur la ligne de Stallupönen à Gołdap (de).
En 1938, Tollmingkemen fut rebaptisé en Tollmingen.
Le village vécut la Seconde Guerre mondiale, bien que n'ayant presque pas était affecté. Le 21 octobre 1944, la 84e division de fusiliers de la Garde (en), sous le commandement de Ivan Chtcherbina (ru), avec le soutien des soldats de la 18e division de fusiliers de la Garde, sous le commandement de Gueorgui Issakov (ru), avec aussi des unités du 2e corps de chars de la Garde Tatsinskaïa et de la 31e division de fusiliers de la Garde rentrèrent et occupèrent le village.

### Tchistié Proudy
Après la Seconde Guerre mondiale, dans le cadre de la Conférence de Potsdam, la province de Prusse orientale fut divisée entre la Pologne et l'Union soviétique. Le village se situant au nord de la ligne de partage, il fut inclus dans le nouvellement formé oblast de Kaliningrad. Au cours des années qui suivirent, les allemands qui n'étaient pas partis lors de l'évacuation de la Prusse-Orientale furent expulsés lors de l'expulsion des Allemands d'Europe de l'Est, et furent remplacés par des populations soviétiques.
En 1948, le sovkhoze no 19 de l'oblast fut installé à Tchistié Proudy. Ce sovkhoze était une ferme de production de viande et de lait, avec 3 706 têtes de bétail en 1963. Quinze ans plus tard, il y avait près de dix mille hectares de terre qui étaient aussi cultivée. Mais cela était petit pour l'oblast, faisant du sovkhoze le pire en termes de rendement céréalier et de rendement laitier. Après la dislocation de l'URSS, l'entreprise fut privatisée en 1993 comme une coopérative. Les bâtiments qu'occupaient le sovkhoze étaient ceux de l'ancien domaine, mais ils furent tous détruits entre 1998 et 2004.
Dans les années 1950, l'église, qui avait survécu indemne à la Seconde Guerre mondiale, a été détruite par un incendie. Grâce à l'initiative de la RSS de Lituanie, le bâtiment fut restauré, car l'église était le lieu où Kristijonas Donelaitis, un pionnier de la littérature lituanienne, fut pasteur. C'est la seule église qui fut reconstruite pendant l'époque soviétique dans l'oblast.
En 2023, il a été annoncé que la ligne de Nesterov à Krasnolessié a commencé à être rénovée, qui doivent s'achever d'ici la fin de la même année.

## Démographie
Recensements pour la période allemande,,.
Recensements de la population pour la période russe (*),:
| 1816 | 1910 | 1933 |
| ---- | ---- | ---- |
| 157  | 318  | 437  |

| 1939 | 2002* | 2010* |
| ---- | ----- | ----- |
| 395  | 543   | 562   |

## Économie et services
Le village de Tchistié Proudy dispose dans le bâtiment de l'ancienne école d'un poste vétérinaire. Il y a une gare, un bureau de poste, une maison pour l'école, une laiterie, une auberge, une épicerie, et un centre communautaire, avec aussi une église et un musée.

## Transport

### Routes

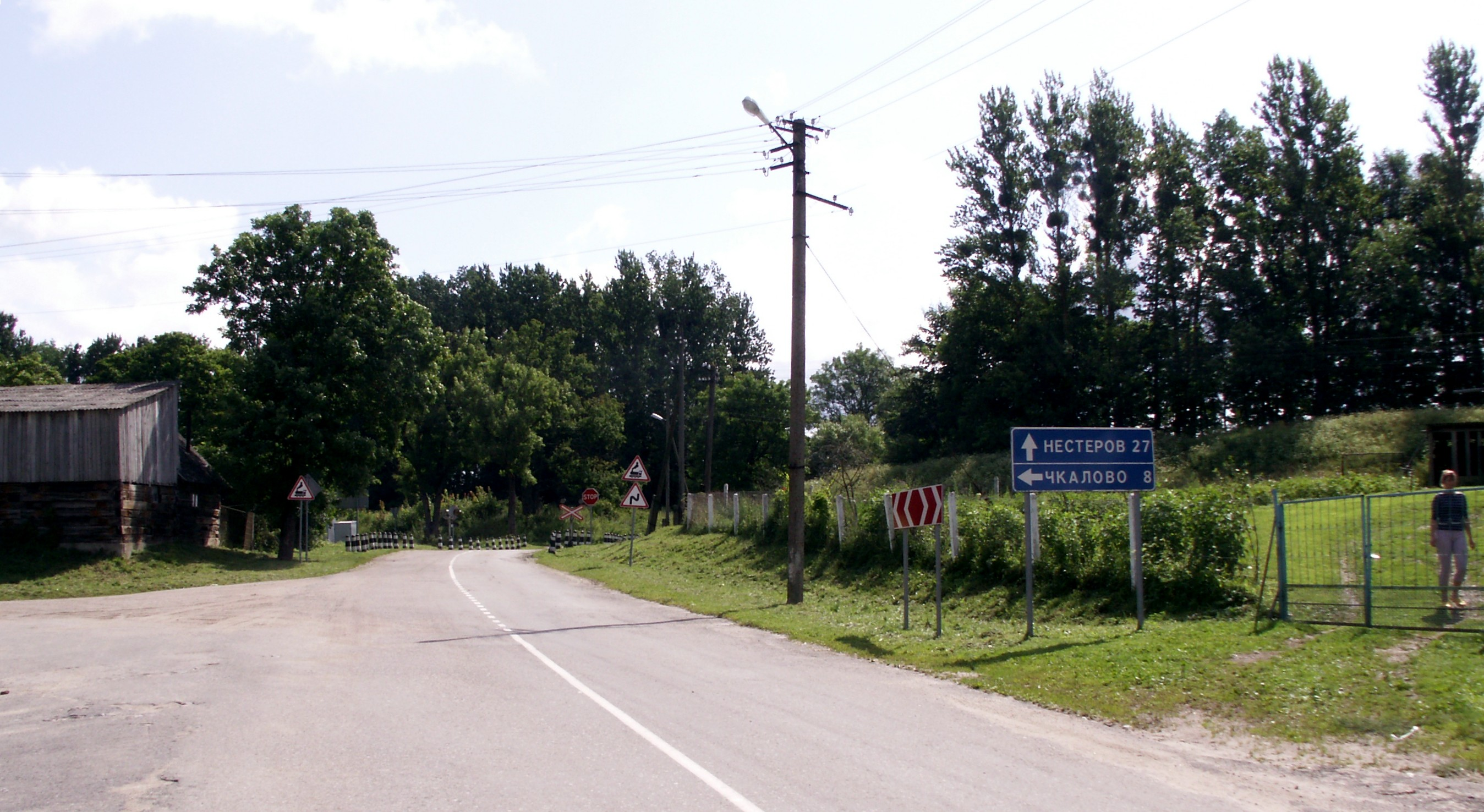
Route (27K-058) vers Nesterov.

La ville est située au carrefour de routes menant à Pravdinsk, Jeleznodorojny et Znamensk.
- Route régionale 27K-408 Tchkalovo – Doubovaïa Rochtcha – Tchistié Proudy
- Route régionale 27K-058 Krasnolessié – Tchistié Proudy  – Nesterov (A229)
- Route régionale 27K-180 Tchistié Proudy – 27A-011

Par ailleurs, l'A229, qui passe juste dans la ville de Nesterov, est l'axe principal de l'oblast, menant de Kaliningrad à Tchernychevskoïe en parcourant d'ouest en est l'oblast et ses villes principales (Gvardeïsk, Tcherniakhovsk, Goussev).
Des lignes de bus desservent la région. L'aéroport le plus proche est l'aéroport Khrabrovo qui dessert Kaliningrad.

### Situation ferroviaire

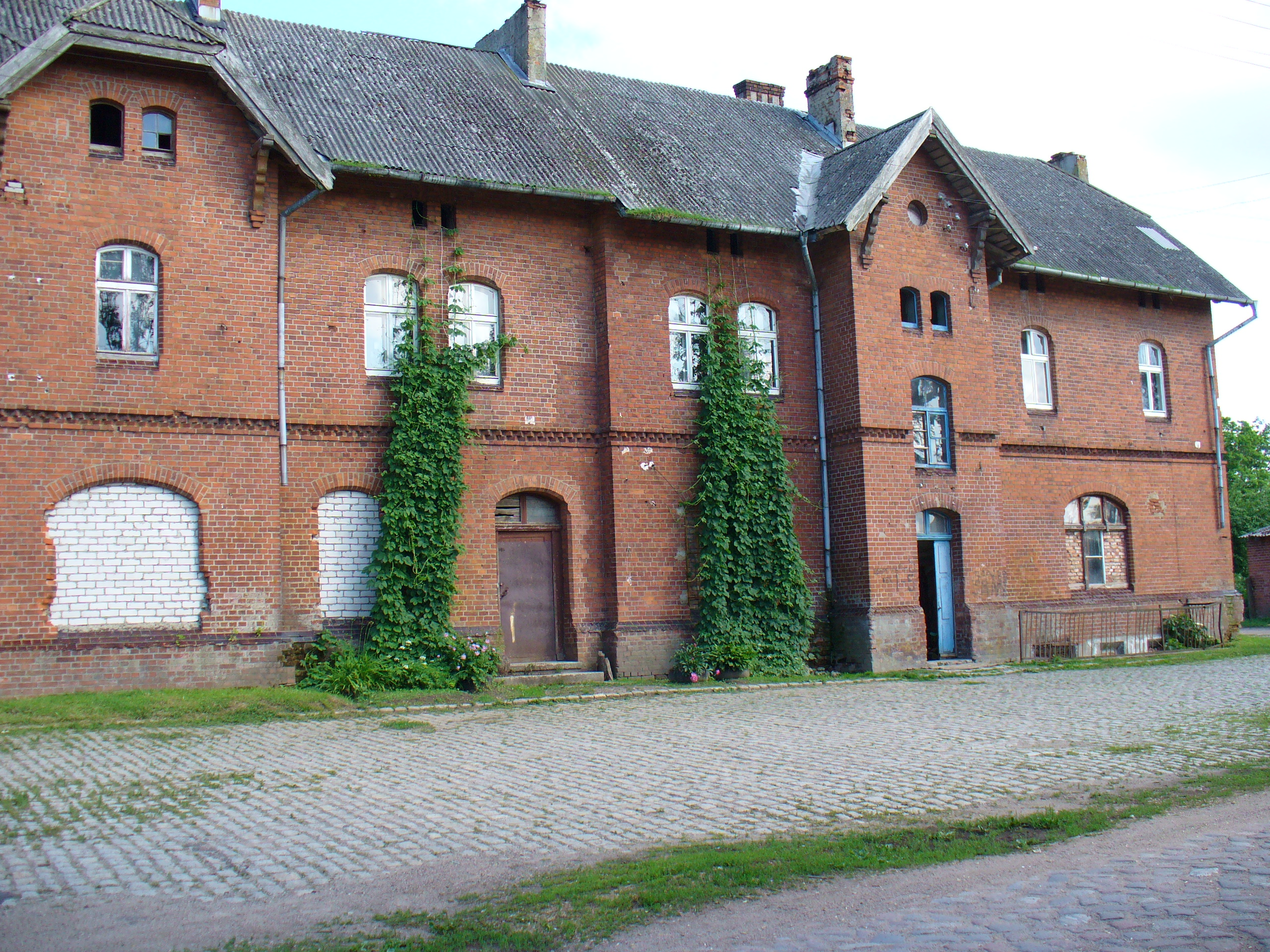
Gare de Tchistié Proudy.

Depuis 1901, le village possède une gare sur la ligne de Nesterov à Gołdap (de), et était avant la Seconde Guerre mondiale une jonction entre cette ligne-ci et la ligne de Gumbinnen à Gołdap (de). Après la Guerre, cette seconde ligne fut désaffectée et démantelée.
La première ligne voit aujourd'hui passer quelques trains touristiques voire exceptionnellement de marchandises, mais aucun train régulier, sur le tronçon de Nesterov à Krasnosselié, en traversant Tchisitié Proudy.

## Culture locale et patrimoine

### Bâtiments et monuments

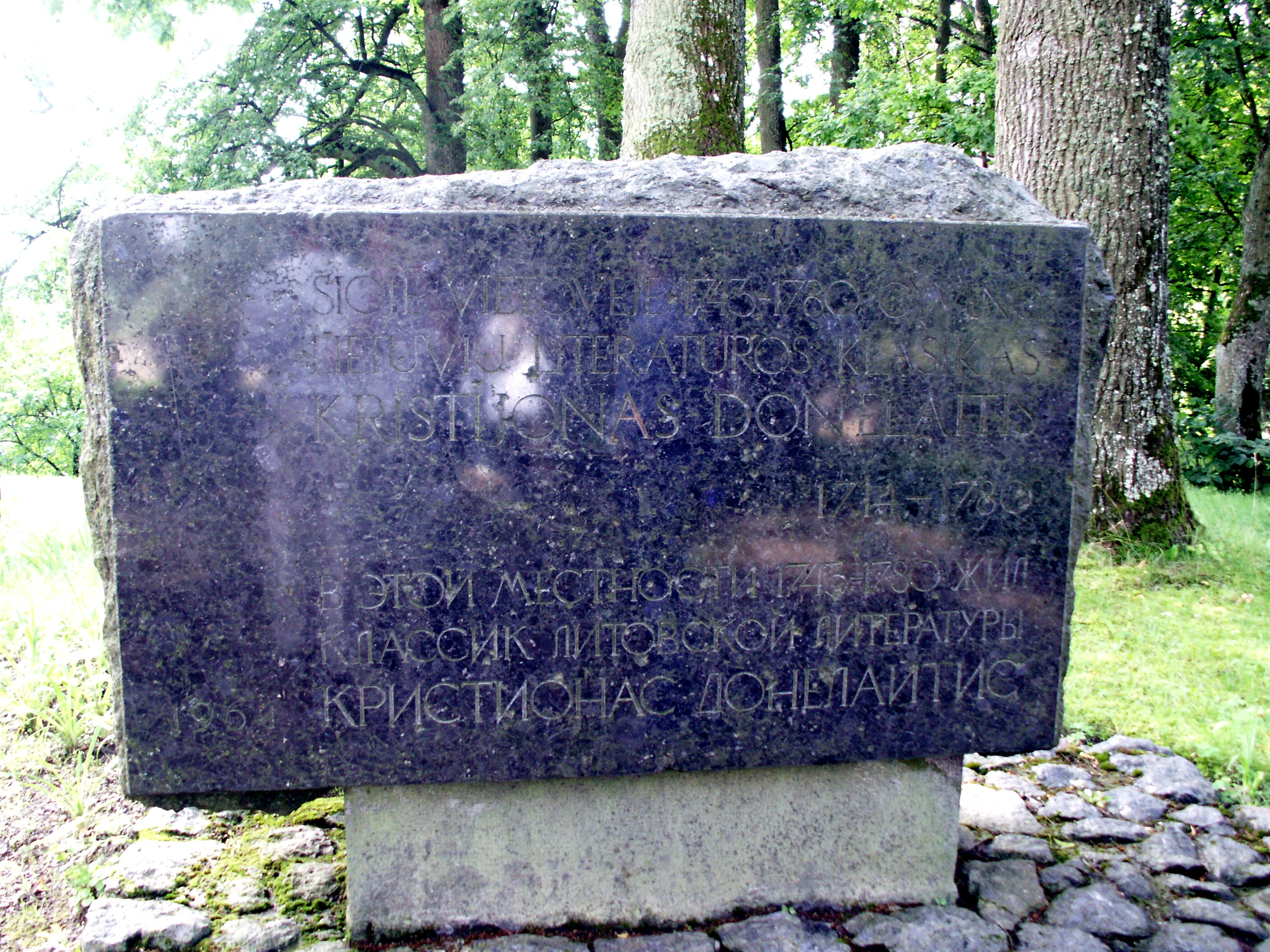
Pierre commémorative.

La gare fut construite en 1901, et ouverte la même année. C'est un bâtiment rectangulaire de deux étages, avec en plus un sous-sol et un grenier, ce dernier sous un toit en demi-croupe. Originellement, le toit était en briques, mais fut remplacé par de l'ardoise dans les années d'après-guerre. Une grande enseigne avec le nom de la gare en allemand a été conservé. En 2019, un mur à l'intérieur a été brisé dans l'aile ouest afin d'y installer une boutique nommée « Ancienne Gare » En 2020, le nom allemand a été peint en noir pour le faire disparaître, mais la peinture n'a pas tenu et les lettres sont à nouveau visibles. Du côté nord-ouest, il y avait une place de la gare pavée, partiellement conservée. Avant la guerre, la gare comptait six voies.
Après la construction de la gare, un château d'eau ferroviaire (pour la gare) fut construit, mais il fut détruit lors des combats de la Première Guerre mondiale eN 1917. Peu après, un nouveau château d'eau fut construit, en briques de céramique rouge. Son tronc a la forme d'un hexagone, avec des arcs de décharge. Le toit est en croupe, octogonal, recouvert de tuiles rouges en céramique. Actuellement, le bâtiment est en mauvais état, avec un toit endommagé.
Près de l'église se trouve une pierre commémorative dédiée à Kristijonas Donelaitis, où se trouve une inscription en lituanien et en russe : « Dans cette région, 1743-1780, vécut le classique de la littérature lituanienne, Kristijonas Donelaitis ».
En 1955 a été érigé un charnier de soldats soviétiques, où plus de 1600 soldats y sont enterrés. En plus de soldats morts au combats, des soldats morts dans les hôpitaux y furent enterrés. Des travaux de réparation ont été effectué en 1975. Sur le centre de la plate-forme se trouve un obélisque de 1,3 mètre de haut, où il est écrit : « Gloire éternelle aux héros tombés au combat pour notre patrie soviétique ». Il y a trois pierres tombales en béton avec le nom des soldats, et depuis 2007 le lieu est un objet patrimonial culturel d'importance régionale.

### Musée Donelaitis

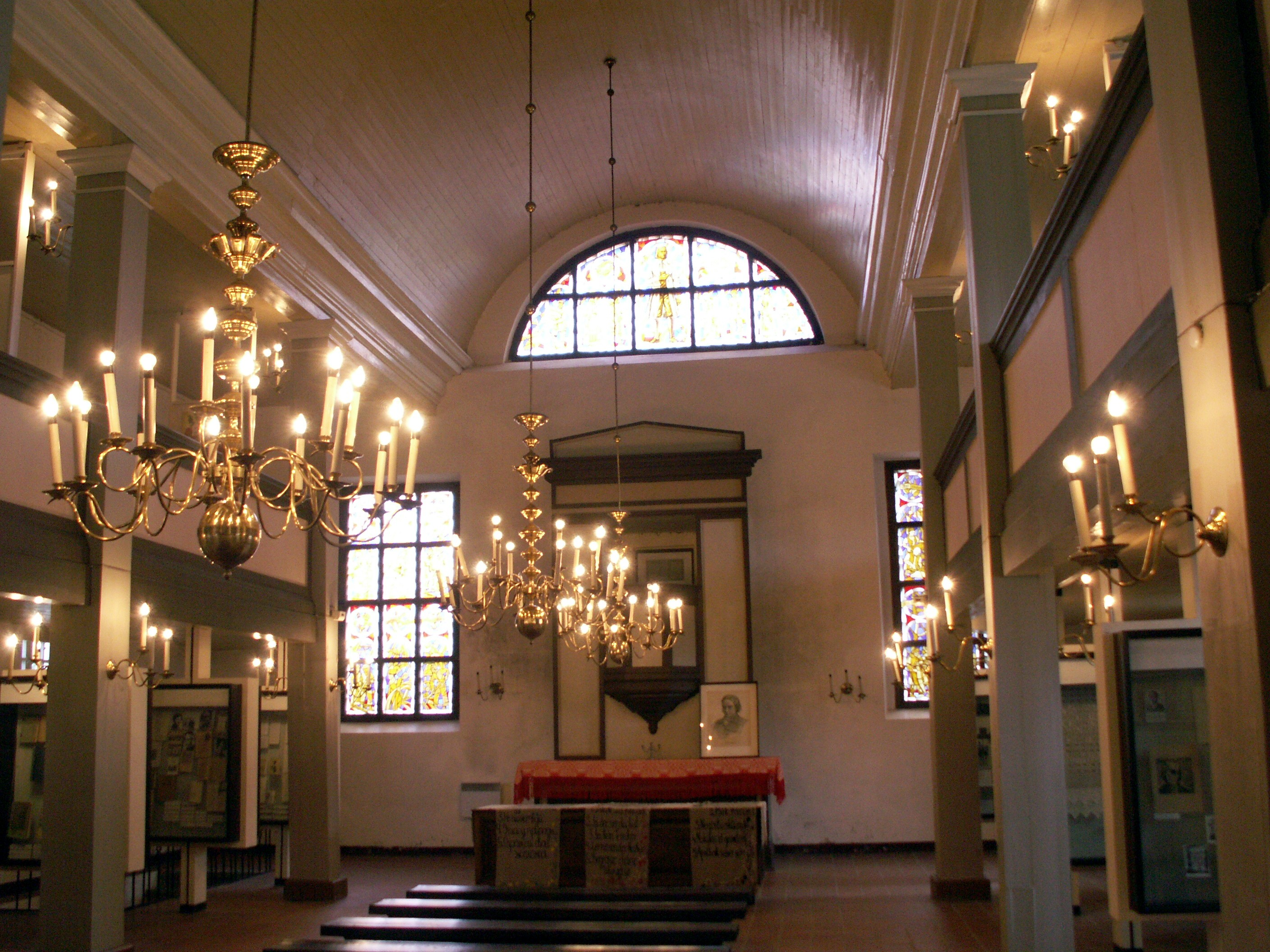
Intérieur de l'église appartenant au musée.

Dans l'église protestante de Tollmingkehmen se trouve un musée dédié à Kristijonas Donelaitis. L'on y trouve ses biens, et dans le domaine des dépendances, un petit étang artificiel, un ancien cimetière avec un parc. Le musée est ouvert du mardi au dimanche.
Il fut ouvert en 1979, et c'est d'ailleurs dans l'église qu'il écrivit certains de ses poèmes dont le célèbre Metai (« Les Saisons ») . Il fut enterré dans ces lieux. Dans le domaine se trouve sa maison, et les expositions racontent l'époque où il vivait, son parcours de vie, ses activités. L'exposition possède plus de 200 pièces, dont certaines rares. Des vitraux colorés le représentant peuvent être admirés, ainsi que des travaux sur les paysans lituaniens du XVIIIe siècle. Il y a des objets archéologiques de la région, et la culture lituanienne est de plus en plus exposée.
Le musée est devenu un centre culturel pour la région, avec des soirées littéraires, évènement folkloriques, rencontres, journées de poésie. Le musée est une branche du musée régional d'histoire et d'art de Kaliningrad.
En 1998, le département de restauration de Kaunas a rénové la maison du pasteur.
Dans le cadre de la coopération transfrontalière entre la Russie et la Lituanie, le musée a remporté en 2019 une subvention européenne de 520 milliers d'euros. Le musée a réaménagé la maison du pasteur, rénové le toit qui fuyait, recréé le revêtement, et bouché les fissures. La maçonnerie et les fondations ont été refaites, avec de nouveau égouts, réseaux électriques. 90% des poutres du toit ont été changés, et l'isolation a été refaite. Le plâtre des murs a été changé, et lors de la restauration, il s'est avéré que les murs allaient tombés si rien n'avait été fait. Un chauffage de sol a été installé. De nouvelles portes et fenêtres ont été remplacées. 

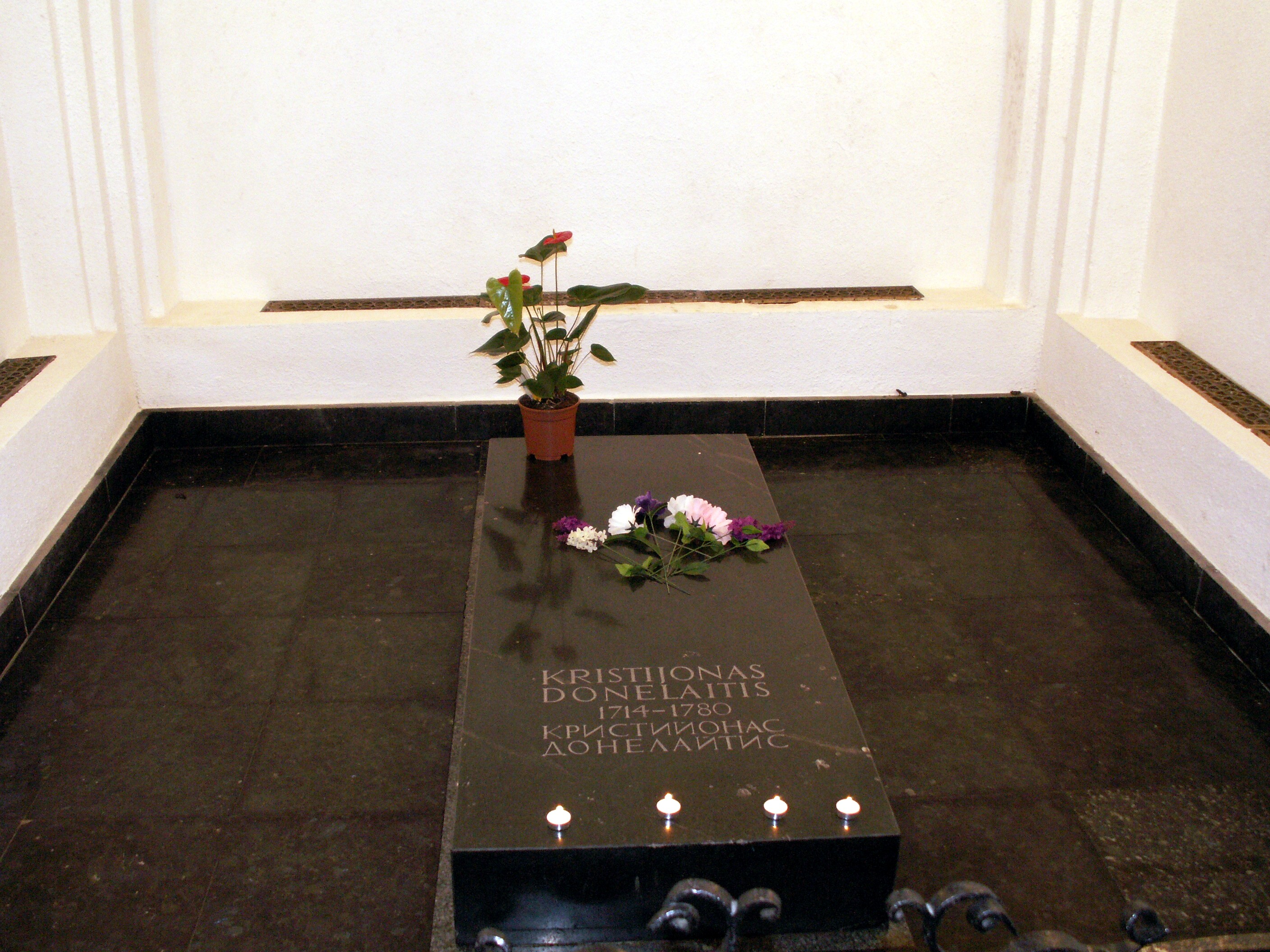
Tombe de Kristijonas Donelaitis.

Juste avant la pandémie de Covid-19, le musée à organiser un concert en plein air pour des artistes de l'oblast et de Lituanie. Le domaine possède beaucoup de nids de cigognes. Le musée souhaite être inclus dans une route touristique afin d'attirer plus de visiteurs.

### Personnalité liée à la ville
La ville a vu vivre (mais pas naître) :
- Kristijonas Donelaitis (1714 — 1780), pasteur luthérien (dans l'église du village) et un poète originaire de Lituanie, mort et inhumé dans le village[1],[19].

## Église

### L'édifice

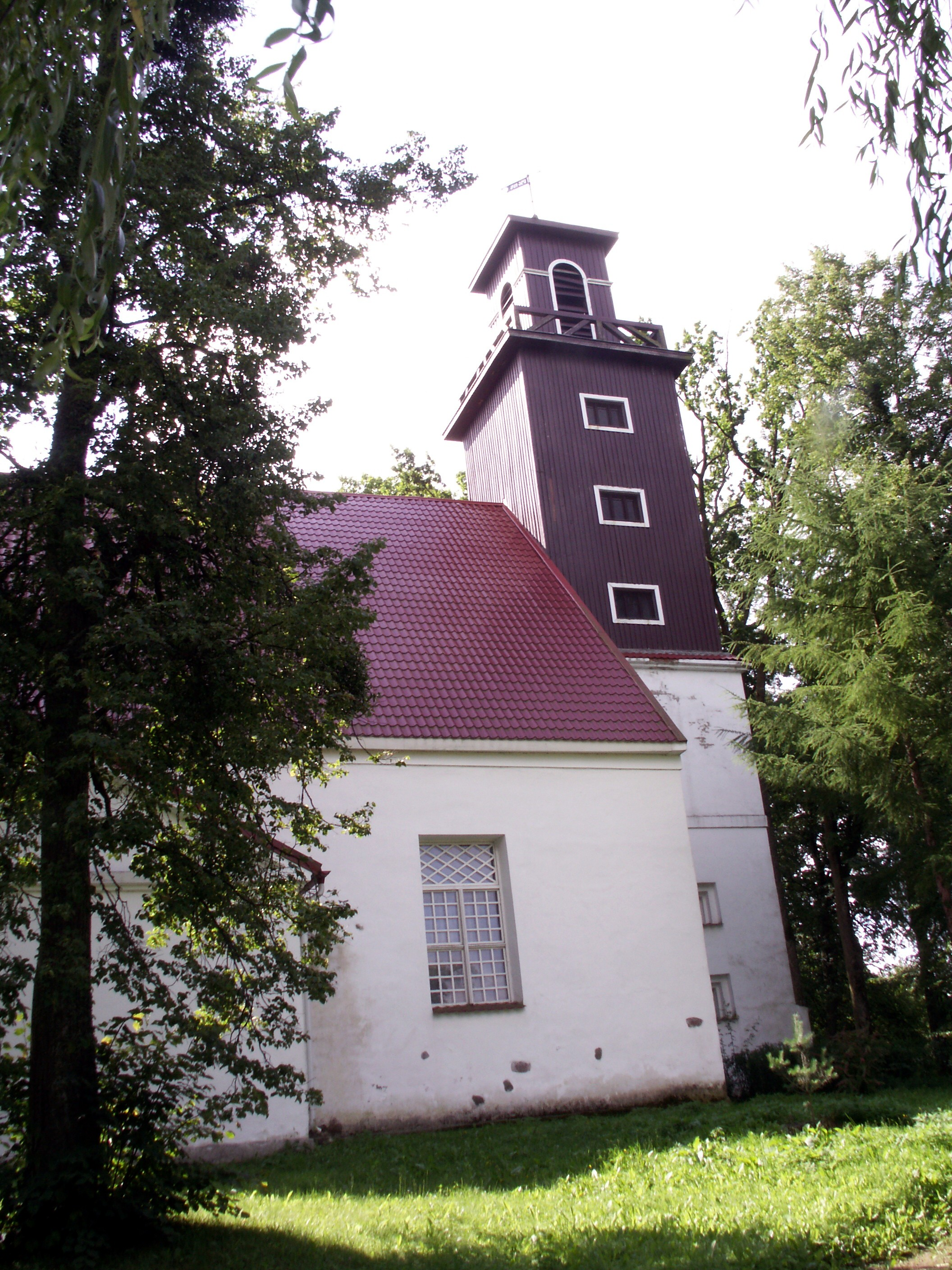
Vue de l'édifice en 2009.

L'église protestante de Tollmingkehmen a été construite en 1589 puis rénovée en 1682. En 1759, un nouveau bâtiment a été construit à partir de pierres des champs voisins et de briques. Les services ont eu lieu ici en lituanien jusqu'en 1856, puis en allemand.
Dans les années 1950, l'église, qui a survécu indemne à la Seconde Guerre mondiale, a été détruite par un incendie. C'est la seule église de toute la région qui a été reconstruite après avoir été détruite et délabrée à l'époque soviétique (entre 1971 et 1979). Cela a été provoqué par une initiative de la RSS de Lituanie , car Tollmingkehmen était le lieu d'activité de Kristijonas Donelaitis, un pionnier de la littérature lituanienne, qui a fait ses débuts en Lituanie mineure prussienne. L'église sert de musée au pasteur et aux écrivains. Les cultes ont maintenant lieu dans une salle louée. Elle est un objet patrimonial culturel d'importance régionale depuis 2007.

### Communauté
Appartenant autrefois à l'Inspectorat d'Insterbourg, la paroisse de Tollmingkehmen, habitée par une population majoritairement protestante, a été incorporée dans le arrondissement ecclésiastique de l'église de Gołdap avant 1945 et appartenait à la province ecclésiastique de Prusse-Orientale de l'Église protestante de l'Union prussienne. En 1944, la paroisse comprenait 23 églises avec environ 4 200 paroissiens.
La vie de l'Église s'est effondrée pendant la période soviétique. Ce n'est que dans les années 1990 qu'un petit groupe protestant, composé presque exclusivement d'Allemands russes, a formé sa propre congrégation au sein du prieuré protestant luthérien de Kaliningrad (de) dans l'Église protestante-luthérienne de la Russie européenne. Le bureau paroissial responsable est celui de l'église de Salzbourg à Goussev (Gumbinnen), où travaillent deux ecclésiastiques.

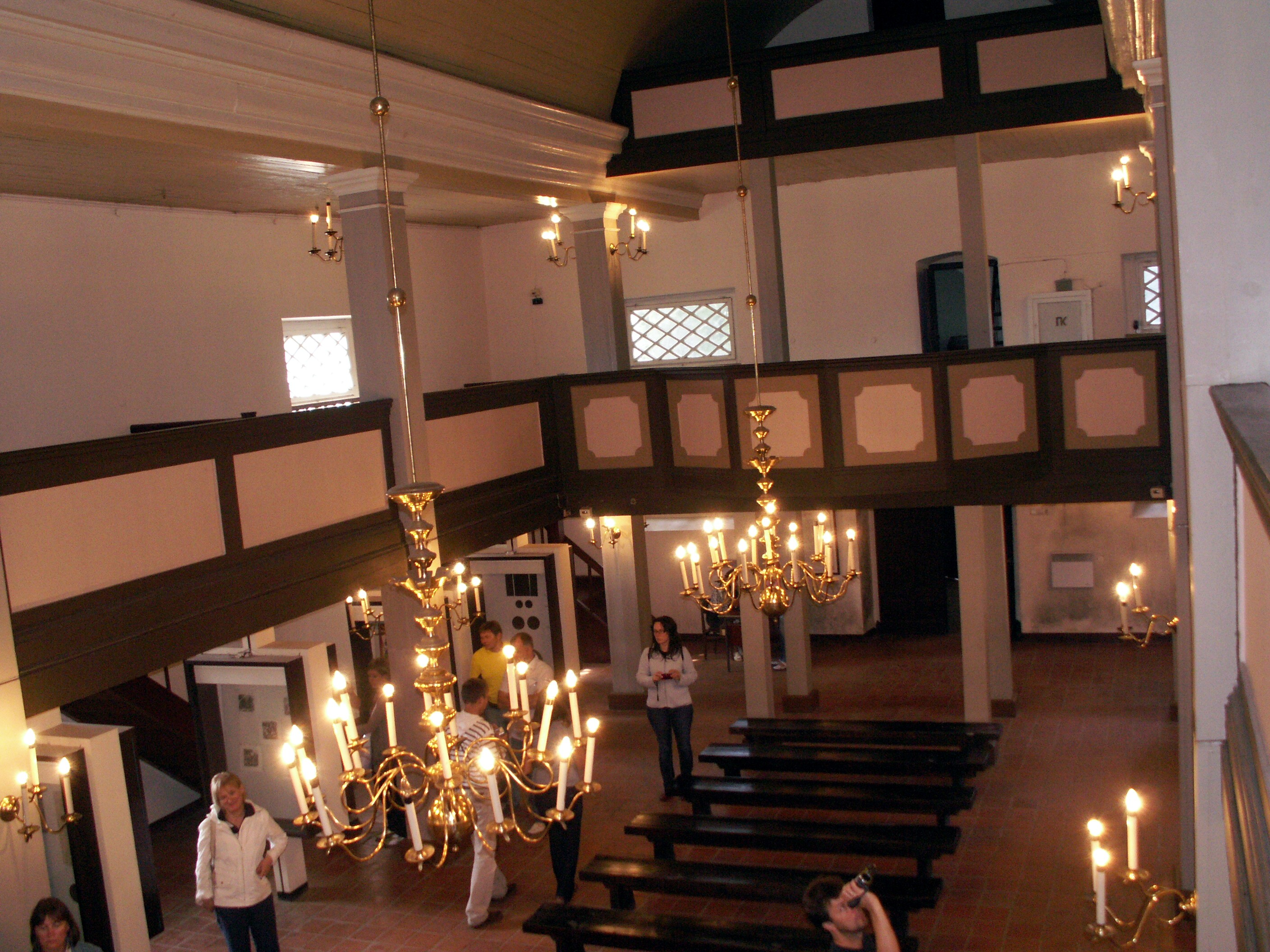
Intérieur de l'église.

### Pasteurs
Depuis 1589 jusqu'en 1945, des membres du clergé ont exercé leurs fonctions à Allenburg :
- David Marcianus, à partir de 1589
- Gottfried Bierfreund
- Johann Rehsa, 1600–1621
- Severin Wirczinsius, 1621–1633
- Salomo Wirczinsius, 1633–1667
- Jacob Neukirche, 1658–1668
- Johann Sperber, 1668–1696
- Benjamin Mühlpfordt, 1696–1705
- Heinrich Behrendt, 1705–1709
- Johann Friedrich Falck, 1709–1710
- Gabriel Engel, 1710
- Johann Jacob Pauli, 1711–1715
- Christoph Geystadt, 1715–1725
- Franc. Albert Beilstein, 1725–1739
- Johann Friedrich von Essen, 1740–1743
- Christian Donalitius, 1743–1780
- Friedrich Daniel Wermke, 1780–1788
- Johann Ephraim Janson, 1789
- Christian Benedikt Lovin, 1789–1818
- Johann Bernhard Wach, 1818–1819
- Friedrich Monich, 1819–1849
- Carl Leopold M. Knobbe, 1849–1886
- C. W. Hugo Freyberg, 1886–1916
- Emil Moysich, 1916–1945

## Galerie

Tchistié Proudy / Tollmingkehmen :
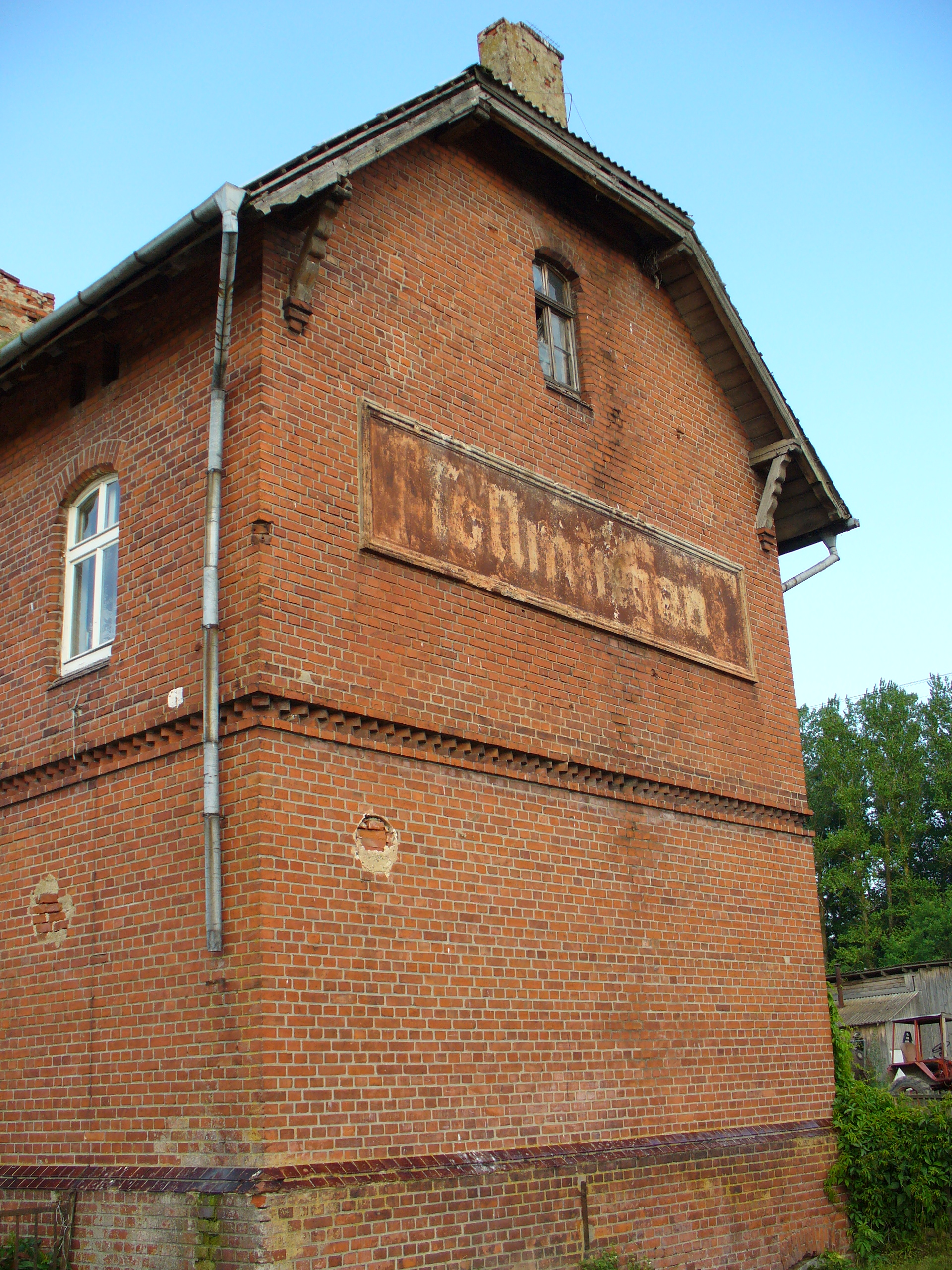
Le nom allemand sur le bâtiment de la gare.
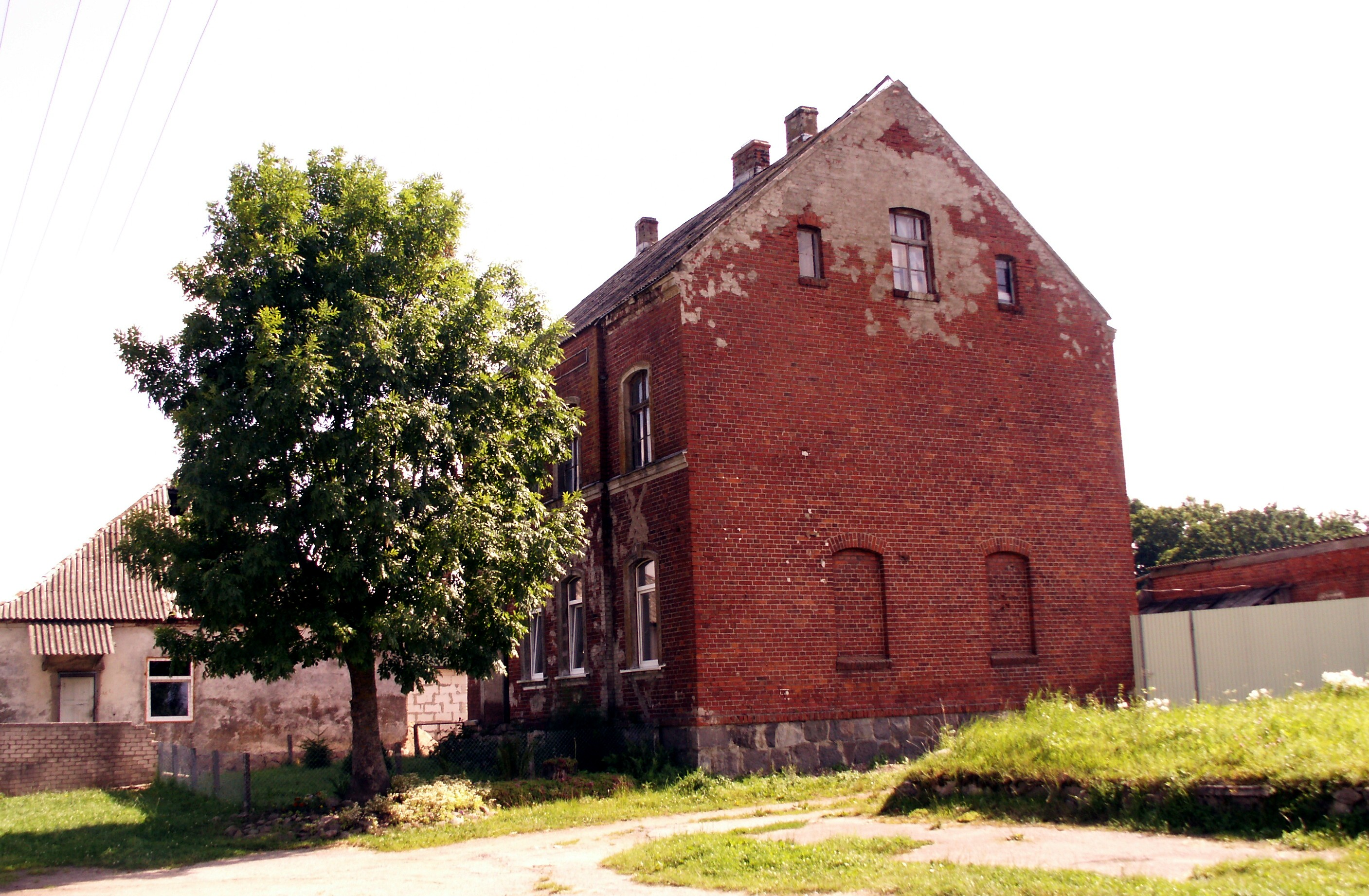
Maison allemande dans le village.
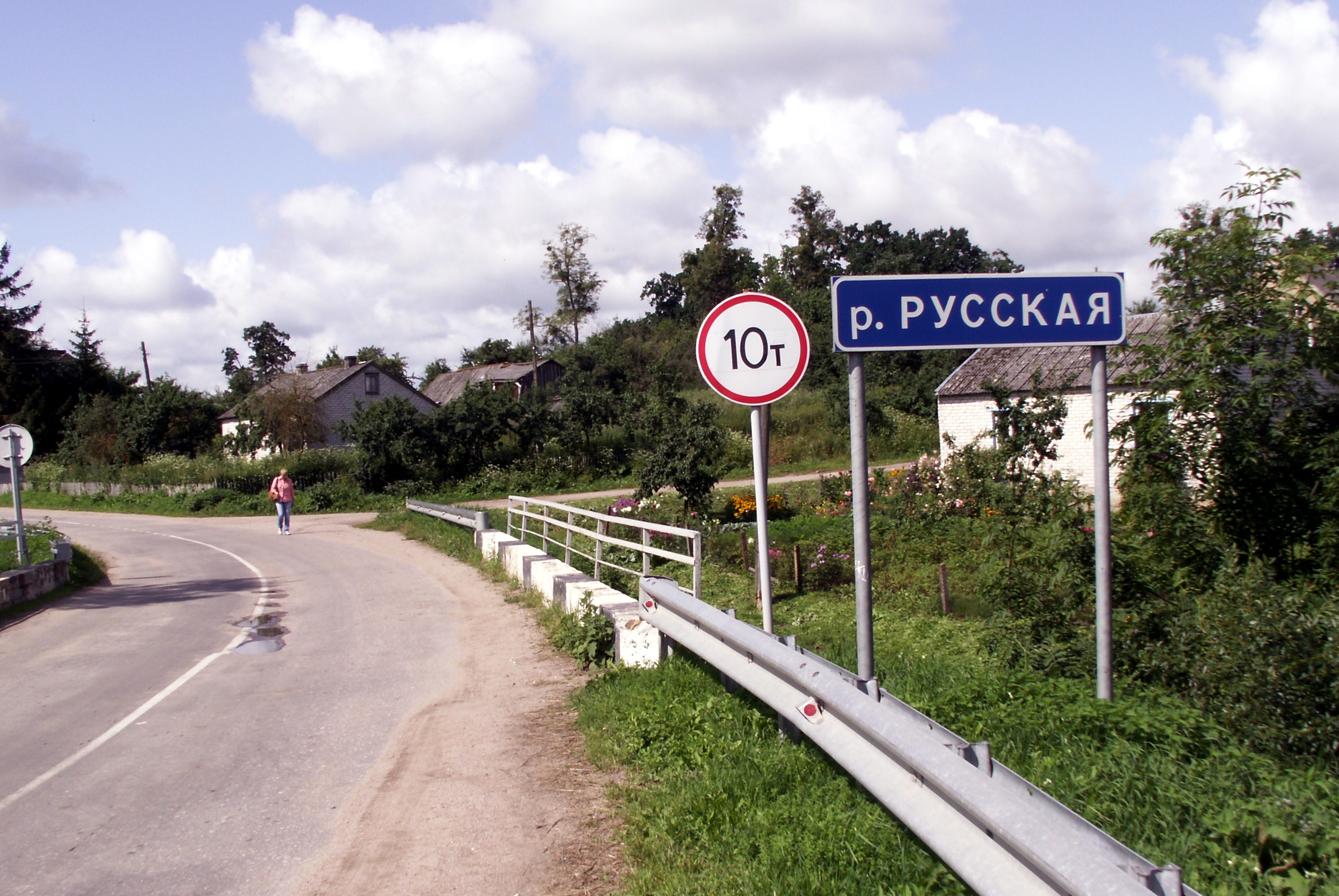
Pont sur la rivière Rousskaïa.
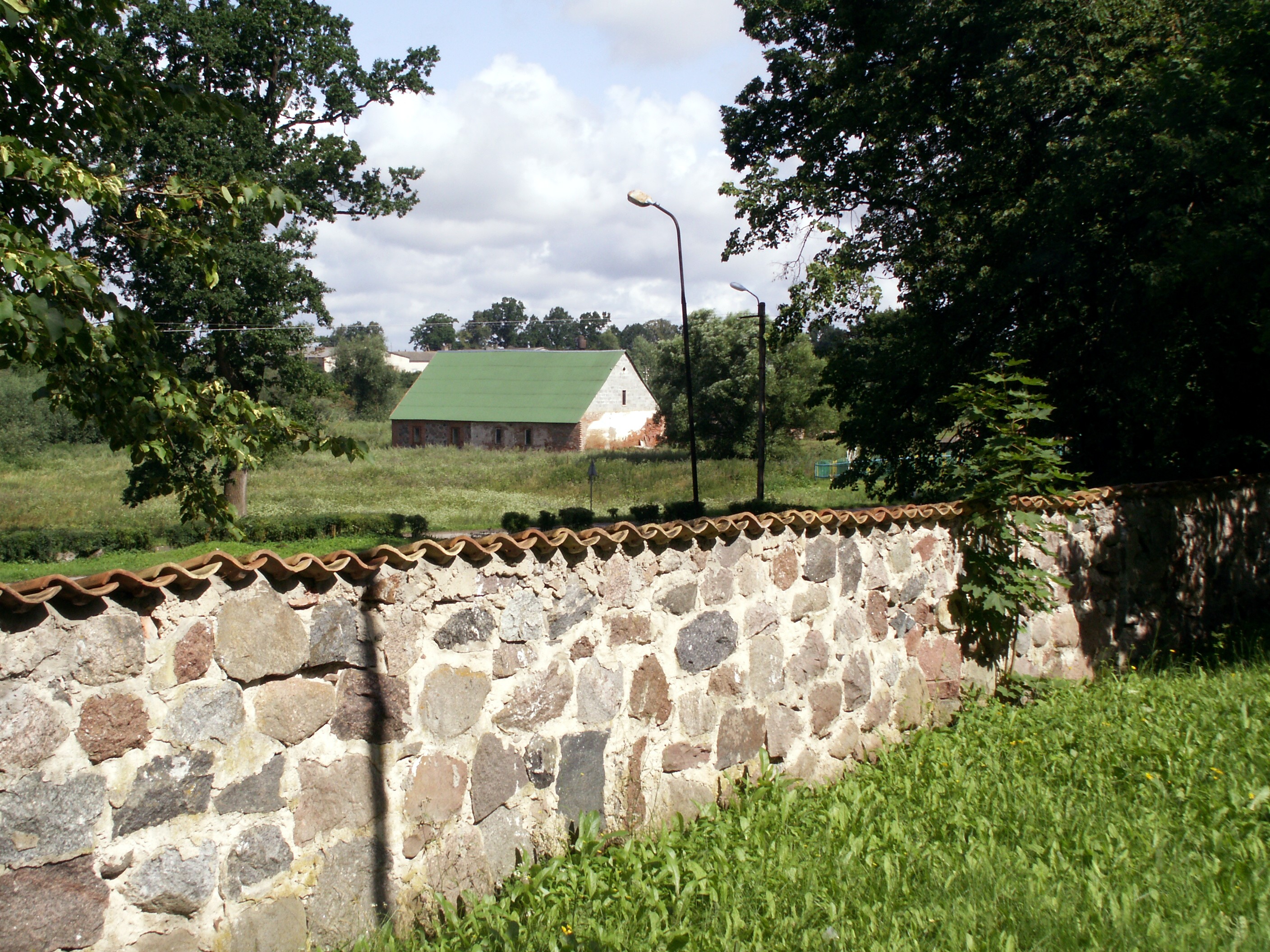
Maison dans le village.